# Stephen Fox, II barone Holland
Stephen Fox, II barone Holland (20 febbraio 1745 – 26 dicembre 1774), è stato un nobile inglese.

## Biografia
Era il figlio di Henry Fox, I barone Holland, e della sua seconda moglie, Lady Georgiana Lennox, figlia di Charles Lennox, II duca di Richmond. Stephen e suo fratello minore, il grande statista Charles James Fox, furono una grande preoccupazione per i loro genitori a causa della loro passione per il gioco d'azzardo e altre cattive abitudini. Frequentò l'Eton College.

## Matrimonio
Sposò, il 20 aprile 1766, Lady Mary FitzPatrick (1751-6 ottobre 1778), figlia di John FitzPatrick, I conte di Upper Ossory. Ebbero due figli:
- Caroline Fox (3 novembre 1767-12 marzo 1845)[1][2][3]
- Henry Vassall-Fox, III barone Holland (21 novembre 1773-22 ottobre 1840)

## Morte
Quando suo padre morì, il 1 luglio 1774, Stephen ereditò il titolo di Barone Holland. Morì solo cinque mesi dopo, il 26 dicembre 1774, e i suoi titoli furono ereditati dal suo unico figlio, Henry Vassall-Fox, III barone Holland.